# فيليب بيرغيرو
فيليب بيرغيرو (بالفرنسية: Philippe Bergeroo)‏، من مواليد 13 يناير 1954، لاعب كرة قدم فرنسي سابق، ومدرب كرة قدم فرنسي.
لعب مع منتخب فرنسا لكرة القدم.

## روابط خارجية
- فيليب بيرغيرو على موقع الاتحاد الدولي (مؤرشف)  (الإنجليزية)
- فيليب بيرغيرو على موقع الاتحاد الأوربي (الإنجليزية)
- فيليب بيرغيرو على موقع قاعدة بيانات كرة القدم.إي يو (الإنجليزية)
- فيليب بيرغيرو على موقع ناشيونال فوتبول تيمز (الإنجليزية)
- فيليب بيرغيرو على موقع كووورة
- فيليب بيرغيرو على موقع أوليمبيديا (الإنجليزية)